# 2020 en Europe
Chronologie de l’Europe
- 2016
- 2017
- 2018
- 2019
- 2020
- 2021
- 2022
- 2023
- 2024

Cette page présente les faits marquants de l'année 2020 en Europe, sauf la Belgique, la France, l'Italie et la Suisse, qui disposent d'articles détaillés.

## Climat et environnement
L'hiver météorologique 2019-2020, c'est-à-dire la période décembre 2019 à février 2020, est le plus chaud qu'ait connu l'Europe depuis le début des relevés de température, avec une température supérieure de 3,4 °C à la moyenne depuis le début des relevés. Ce qui dépasse largement le record précédent, l'hiver météorologique 2015-2016, de 1,4 °C. Le mois de février 2020 est le deuxième mois de février le plus chaud connu, avec une température supérieure de 3,9 °C à la moyenne des mois de février depuis le début des relevés de température (le mois de février le plus chaud connu étant février 1990 avec une température supérieure de 4,5 °C à la moyenne).

## Événements
En 2020, en Europe tous les articles scientifiques financées sur des fonds publics et publics-privés seront librement accessibles en Europe selon une décision prise à l'unanimité le 27 mai 2016 par le Conseil compétitivité de l'Union européenne, ceci vise notamment à encourager les démarches d'open science et d'open access au profit d'une réexploitation plus large et rapide des résultats de la recherche à des fins d’innovation et de développement des startups, 30 mai 2016, par Thérèse Hameau ; Inist-CNRS.
En 2020, Amiens est Capitale européenne de la jeunesse.

### Janvier
- 1er janvier ; la Croatie prend la présidence du Conseil de l'Union européenne, succédant à la Finlande.
- 5 janvier : élection présidentielle en Croatie (2e tour), Zoran Milanović est élu.
- 20 au 23 janvier : la tempête Gloria fait onze morts en Espagne[3].
- 22 janvier : élection présidentielle en Grèce, Ekateríni Sakellaropoúlou est élue.
- 26 janvier : élections régionales en Burgenland (Autriche).
- 27 janvier : démission de Marjan Šarec, Premier ministre de Slovénie.
- 31 janvier : le Royaume-Uni sort de l'Union européenne (Brexit).

### Février
- 8 février : élections législatives en Irlande, percée surprise du parti républicain de gauche Sinn Féin qui devient premier en nombre de voix et deuxième en nombre de parlementaires.
- 10 février : la tempête Ciara atteint les Îles Britanniques et l'Europe de l'Ouest et du Nord, provoquant au moins 7 morts et des dégâts matériels importants dans de nombreux pays[4].
- 11 février : premier mariage homosexuel, celui de Robyn Peoples et Sharni Edwards, célébré en Irlande du Nord[5].
- 17 février : en Allemagne, un groupuscule terroriste d'extrême-droite est démantelé, ses 12 membres sont tous arrêtés dans 5 länders différents, de nombreuses armes sont saisies, ils projetaient des attaques contre des mosquées et des étrangers dans le but de «lancer une guerre civile» en Allemagne[6],[7].
- 19 février : deux fusillades terroristes d'ultradroite à Hanau (Hesse) en Allemagne, font au moins 11 morts et 6 blessés ;
- 23 février : élections régionales à Hambourg (Allemagne), le Parti social-démocrate d'Allemagne arrive en tête avec 39 % des voix (en baisse par rapport aux élections régionales de 2015 où ils avaient obtenus 45,7 % des voix), percée des écologistes de Grünen qui deviennent la deuxième force politique de Hambourg avec 24,2 % des voix (ce qui double leurs voix par rapport à 2015 où ils en avaient 12,2 %)
- 24 février : une attaque à la voiture-bélier contre le carnaval de Volkmarsen, en Hesse en Allemagne (même land où les attentats de Hanau avaient eu lieu quelques jours plus tôt) provoque 52 blessés, le conducteur est arrêté par la police[8].
- 29 février : élections législatives en Slovaquie.

### Mars
- 15 mars :
  - l'Espagne met en confinement tout le pays pour tenter d'enrayer la progression de l'épidémie de maladie à coronavirus sur son territoire ;
  - élections communales en Bavière.
- 21 mars : en Slovaquie, le gouvernement Matovič entre en fonction.
- 22 mars : séisme de magnitude 5,3 à Zagreb (Croatie).
- 23 mars : confinement de la population au Royaume-Uni pour trois semaines.
- 27 mars :
  - la Macédoine du Nord devient le trentième membre de l'Organisation du traité de l'Atlantique nord[9] ;
  - alors que l'Irlande a connu 22 décès et 2 121 cas détectés de covid-19 à cette date, le Taoiseach Leo Varadkar déclare le confinement pour tout le pays, prévu jusqu'au 12 avril[10].

### Avril
- 4 avril : au Royaume-Uni, Keir Starmer remplace Jeremy Corbyn à la tête du Parti travailliste.
- 6 avril : des incendies sont détectés dans les forêts de la Zone d'exclusion de Tchernobyl.
- 12 avril : au Royaume-Uni, le ministère de la Santé et des Affaires sociales rapporte 737 décès supplémentaires dus à COVID-19, portant le nombre de morts au Royaume-Uni à 10 612. Le Royaume-Uni devient le troisième pays d'Europe, après l'Italie et l'Espagne, à dépasser 10 000 décès dus à COVID-19.[réf. souhaitée]
- 17 avril : entre les fumées dégagées par les incendies de forêt autour de Tchernobyl, d'autres émises par l’incinération massive des herbes sèches par des villageois (pratique très répandue en Ukraine), et une tempête de sable qui touche la capitale ukrainienne le 16 avril, Kiev devient temporairement la ville la plus polluée du monde[11].
- 26 avril : le parti de droite radicale et d'extrême-droite en Allemagne AfD suspend le porte-parole de son groupe parlementaire Christian Lüth après que ce-dernier s'est revendiqué « fasciste » et fier de ses origines « aryennes » (référence probable à son grand-père Wolfgang Lüth qui était commandant de sous-marin pour le Troisième Reich)[12].

### Mai
- 4 mai :
  - début de la première phase de déconfinement en Allemagne et en Belgique ;
  - une équipe de scientifiques britanniques et kényans annonce dans Nature Communications la découverte en septembre 2019 de Microsporidia MB, un microbe parasite de la division des champignons microsporidia qui empêche les moustiques de transporter la malaria ; l'équipe pense qu'il peut potentiellement être utilisé pour contrôler la malaria, s'ils parviennent à comprendre comment le microbe se répand et comment il bloque la maladie[13],[14].
- 7 mai : le Bundestag vote l'interdiction des thérapies de conversion des homosexuels en Allemagne[15].
- 11 mai : publication dans Nature des résultats du test ADN et de la datation au carbone 14 d'une dent humaine retrouvée sur le site de Bacho Kiro en Bulgarie (pourtant site paléontologique de la culture du Châtelperronien associée aux hommes de Néandertal), qui s'avère être une dent d'Homo Sapiens vieille de 45 000 ans, ce qui fait remonter de 5 000 ans supplémentaires la date d'arrivée présumée des Homos Sapiens en Europe[16],[17],[18].
- 14 mai : publication dans la revue MicoKeys d'un article de la biologiste danoise Ana Sofia Reboleira (de l'Université de Copenhague), qui décrit le champignon parasite des mille-pattes américain, le Troglomyces twitteri, qu'elle a pu décrire avec son collègue Henrik Enghoff à partir d'une photo qu'elle avait vue par hasard sur Twitter, ce qui en fait la première découverte d'une nouvelle espèce à partir de ce réseau social[19] - découverte cependant confirmée après inspection de la collection du Musée d’histoire naturelle de Copenhague[19].
- 15 mai : en Albanie, l'Ordre des psychologues, dont les décisions sont définitives et valides juridiquement, interdit les thérapies de conversion des homosexuels, quelques jours après que le Parlement allemand ait pris la même décision[15].

### Juin
- 9 juin : publication dans Antiquity de la carte de la ville romaine disparue de Falerii Novi, dans le Latium à une cinquantaine de kilomètres de Rome, entièrement cartographiée par une équipe des universités de Cambridge et de Gand avec un radar à pénétration de sol (GPR), qui révèle que cette ville était beaucoup moins structurée que les cités romaines de la même époque[20] ; il s'agit de la première fois qu'une ville entière est cartographiée avec cette technique, ce qui ouvre des nouvelles possibilités pour découvrir la structure d'autres villes antiques, comme celles de Milet (actuelle Turquie) ou de Cyrène (actuelle Libye)[21].
- 10 juin : après 34 ans, la justice suédoise clôt l'enquête sur l'assassinat du premier ministre Olof Palme le 28 février 1986, sans avoir réussi à la résoudre[22].
- 20 juin : une attaque au couteau à Reading (Angleterre) fait trois morts.
- 21 juin : élections législatives en Serbie.
- 27 juin :
  - Micheál Martin devient Premier ministre d'Irlande ;
  - élection présidentielle en Islande, Guðni Th. Jóhannesson est réélu.
- 28 juin : élection présidentielle en Pologne.
- 30 juin : le ministre slovène de l'Intérieur, Ales Hojs, démissionne et celui de l’Économie, Zdravko Počivalšek, est placé en détention mardi dans le cadre d'une enquête policière sur des irrégularités présumées lors de l'acquisition d'équipements liés à la pandémie de covid-19[23].

### Juillet
- 1er juillet : l'Allemagne prend la présidence du Conseil de l'Union européenne, succédant à la Croatie.
- 5 juillet : élections législatives en Croatie.
- 12 juillet :
  - élections au Parlement basque et élections au Parlement de Galice (Espagne) ;
  - élection présidentielle en Pologne (2e tour), Andrzej Duda est réélu.
- 12-16 juillet : quatre jours d'affrontements entre les Armées d'Arménie et d'Azerbaïdjan dans le raion de Tovuz (Azerbaïdjan) et dans le marz de Tavush (Arménie), pour le contrôle de la région du Haut-Karabagh (dans laquelle ne se trouvent ni Tovuz ni Tavush) située sur le territoire azerbaïdjanais mais peuplée à majoritaire d'Arméniens, laissent officiellement 17 morts dans les deux camps[24].
- 15 juillet : élections législatives en Macédoine du Nord.

### Août
- 9 août : élection présidentielle en Biélorussie, Alexandre Loukachenko est réélu sur fond de contestation.
- 12 août : le déraillement de Stonehaven en Écosse fait trois morts.
- 30 août :
  - élections législatives au Monténégro ;
  - triple référendum au Liechtenstein.

### Septembre
- 9 septembre : un incendie détruit le camp de Mória à Lesbos (Grèce).
- 27 septembre : élections locales en Roumanie.

### Octobre
- 2 et 3 octobre : élections sénatoriales et régionales en République tchèque.
- 5 octobre : le prix Nobel de physiologie ou médecine est attribué au médecin britannique Michael Houghton, et aux Américains Harvey J. Alter et Charles M. Rice, pour leur découverte du virus de l'hépatite C.
- 6 octobre : le Prix Nobel de physique est attribué à l'astrophysicien britannique Roger Penrose, à l'astronome allemand Reinhard Genzel et à l'astronome américaine Andrea M. Ghez pour leurs travaux sur les trous noirs.
- 7 octobre :
  - élections législatives à Guernesey ;
  - après plusieurs agressions, tentatives de meurtres et l'assassinat du rappeur de gauche Pávlos Fýssas dans les années 2010, le parti néonazi Aube dorée est reclassé comme organisation criminelle par la justice grecque, et 45 de ses membres (dont l'assassin de Fyssas) et députés, dont son fondateur et dirigeant Nikólaos Michaloliákos sont condamnés pour appartenance à une organisation criminelle[25].
- 11 octobre : 
  - élections régionales dans le land de Vienne en Autriche ;
  - élection présidentielle nord-chypriote (1er tour).
- 9 et 10 octobre : élections sénatoriales en République tchèque (2e tour).
- 18 octobre : élection présidentielle nord-chypriote (2e tour), le Premier ministre Ersin Tatar est élu face au président sortant Mustafa Akıncı.
- 11 et 25 octobre : élections législatives en Lituanie.
- 21 octobre : la population de l'Irlande est reconfinée pour six semaines.
- 22 octobre : le Prix Sakharov 2020 est remis à l'opposition démocratiques biélorusse[26]
- 25 octobre : élections régionales dans les Açores.

### Novembre
- 1er et 15 novembre : élection présidentielle en Moldavie, Maia Sandu est élue.
- 2 novembre : un attentat à Vienne (Autriche) fait quatre morts.
- 5 novembre : démission de Hashim Thaçi, président du Kosovo.
- 10 novembre : l'Arménie, l'Azerbaïdjan et la Russie signent un accord de cessez-le-feu pour mettre fin à la guerre au Haut-Karabagh.

### Décembre
- 1er décembre : une attaque à Trèves (Allemagne) fait six morts.
- 4 décembre : au Monténégro, le gouvernement Krivokapić est approuvé.
- 6 décembre : élections législatives en Roumanie.
- 14 décembre : le gouvernement britannique lance une alerte à propos de la mutation N501Y du coronavirus SARS-CoV-2, apparu fin septembre dans le sud-est de l'Angleterre, car cette mutation rendrait le virus 70% plus contagieux mais pas plus grave[27],[28] ; dans les jours suivants, plusieurs pays suspendent leurs liaisons avec le Royaume-Uni, et l’Écosse ferme la frontière intérieure avec l'Angleterre.
- 22 décembre : l'économiste libéral Florin Cîțu est nommé Premier ministre de Roumanie.
- 24 décembre : l'accord de libre-échange entre le Royaume-Uni et l'Union européenne est conclu.
- 29 décembre : séisme en Croatie dans la région de Petrinja.
- 30 décembre : catastrophe à Gjerdrum en Norvège.
- 31 décembre : après le retrait du Royaume-Uni de l'Union européenne le 31 janvier 2020, la période de transition expire.